# Сопелі
Со́пелі (рос. Сопели) — село в Кіровському районі Ленінградської області, Росія.